# 錢愉謙
錢 愉謙（朝鮮語: 전유겸）は、中国元の文官であり、朝鮮氏族の聞慶銭氏の始祖である。
中国元の龍図閣直学士を務めていた1351年に、恭愍王に降嫁された魯国公主の師父として高麗に入国した。その後、錢愉謙は、平章事を任官され、崔瑩の妹と結婚、開城に定住、官職は政堂文学にまで至った。
錢愉謙の長男の錢玹は、高麗末期に李氏朝鮮の建国に抵抗したため満洲に流刑され、次男の錢珍は学問に尽力して後進の育成に力を注いだ。